# Contigaspis naudei
Contigaspis naudei är en insektsart som beskrevs av Hall 1946. Contigaspis naudei ingår i släktet Contigaspis och familjen pansarsköldlöss. Inga underarter finns listade i Catalogue of Life.